# Svartkindad sparv
Svartkindad sparv (Emberiza cabanisi) är en afrikansk fågel i familjen fältsparvar inom ordningen tättingar.

## Utseende och läten
Svartkindad sparv har liksom flera andra Emberiza-sparvar i Afrika gyllengul undersida och pregnant tecknat huvud. Till skillnad från övriga har den en helsvart kind utan streck under ögat. Sydliga populationer (cognominata och orientalis, se nedan) är ljusare ovan med ett smalt och blekt centralt hjässband och breda, kastanjebruna kanter på rygg- och vingfjädrarna, medan nordliga (nominatformen) är mörkare ovan med helsvart hjässa. Honan är svagare tecknad. Sången beskrivs i engelsk litteratur som ett "wee-chidder-chidder-wee" medan kontaktlätet är ett klart "tsseeoo".

## Utbredning och systematik
Svartkindad sparv delas oftast in i tre underarter med följande utbredning:
- Emberiza cabanisi cabanisi – förekommer från Sierra Leone till södra Sudan och nordvästra Uganda
- Emberiza cabanisi cognominata – förekommer förekommer från Gabon, Demokratiska republiken Kongo och Angola till västra Zimbabwe
- Emberiza cabanisi orientalis – förekommer från Tanzania till östra Zimbabwe och Moçambique

Dess närmaste släktingar är guldbröstad sparv (Emberiza flaviventris) och somaliasparv (Emberiza poliopleura). Taxonen orientalis och cognominata kan möjligen utgöra en egen art.

### Släktestillhörighet
Den placeras traditionellt i släktet Emberiza, men vissa taxonomiska auktoriteter har nu delat upp Emberiza i flera mindre släkten. Svartkindad sparv och övriga afrikanska fältsparvar bryts ut till släktet Fringillaria.

## Levnadssätt
Svartkindad sparv förekommer i fuktig savann och öppen skog. Födan består av insekter, framför allt små gräshoppor, och gräsfrön. Fågeln häckar i juli–augusti i Västafrika och huvudsakligen i oktober–november i sydcentrala Afrika. Arten är huvudsakligen stannfågel.

## Status och hot
Arten har ett stort utbredningsområde och en stor population med stabil utveckling. Utifrån dessa kriterier kategoriserar internationella naturvårdsunionen IUCN arten som livskraftig (LC). Världspopulationen har inte uppskattats men den beskrivs som vanlig till ovanlig.

## Namn
Fågelns vetenskapliga artnamn hedrar Jean Louis Cabanis (1816-1906), tysk ornitolog som grundade Journal für Ornithologie 1853. Tidigare kallades den cabanissparv även på svenska, men tilldelades 2023 ett mer informativt namn av BirdLife Sveriges taxonomikommitté.